# È un problema
È un problema (Crooked House) è un romanzo giallo scritto da Agatha Christie e pubblicato per la prima volta nel 1949. In Italia è apparso per la prima volta il 30 dicembre 1950 nella collana Il Giallo Mondadori con il numero 105. La I edizione Oscar Gialli è uscita invece nel 2017.
Il romanzo è tratto da una filastrocca e non appartiene a nessuna delle serie di romanzi nelle quali appaiono i più celebri personaggi della Christie, Poirot e Miss Marple.
Agatha Christie avrebbe più volte affermato che È un problema era il libro che preferiva fra tutte le sue opere, insieme ad un altro romanzo, Le due verità.

## Trama
Il narratore della storia è Charles Hayward che, verso la fine della seconda guerra mondiale, si trova al Cairo. Là incontra Sophia Leonides, una giovane ragazza inglese intelligente e bella, che lavora presso l'Ambasciata. I due si innamorano, ma decidono di fidanzarsi solo dopo la fine della guerra, una volta che saranno tornati in Inghilterra. Hayward torna in patria e un giorno trova sul giornale un annuncio mortuario: il nonno di Sophia, il ricco uomo d'affari Aristides Leonides è morto a 88 anni. Per via della guerra, l'intera famiglia si è trasferita a vivere nella casa del patriarca, una sontuosa villa, benché strana in termini architettonici. Quando l'autopsia rivela che Aristides Leonides è stato avvelenato con dell'eserina, sostituita all'insulina che veniva somministrata all'anziano con delle iniezioni, Sophia chiede a Charles di risolvere il mistero dell'uccisione del nonno: solo così potrà diventare sua moglie...Ma chi ha potuto volere la morte del vecchio patriarca?
I sospetti si concentrano su Brenda Leonides, la seconda moglie di Aristides, molto più giovane di lui, e Laurence Brown, un obiettore di coscienza che vive e lavora nella casa come istitutore privato di Eustace e Josephine, i fratelli più piccoli di Sophia. Si vocifera infatti che i due avessero una relazione segreta all'oscuro di Aristides. Tutti i membri della famiglia sperano che i due vengano arrestati, perché hanno sempre considerato Brenda un'approfittatrice e perché hanno paura dello scandalo che potrebbe venir fuori, se non fossero stati loro a commettere il gesto. Charles decide di dare una mano a suo padre, che lavora a Scotland Yard, per risolvere il giallo, trasferendosi a vivere nella casa in modo da essere quotidianamente a contatto con tutti i sospettati del delitto. Tutti i membri della famiglia avevano sia il movente che l'opportunità per uccidere, nessuno ha un alibi, e ognuno di loro ha avuto un bel ricavato dall'eredità. A parte questo, i vari familiari hanno ben poco in comune. Edith de Haviland, la cognata nubile di Aristides, è una donna repressa, astiosa, che è andata a stare da lui dopo la morte della sorella, prima moglie di Aristides, per badare ai nipoti. Roger, il figlio più vecchio e quello preferito da Aristides, ha fallito come uomo d'affari ed ha portato l'azienda che gli ha affidato il padre quasi alla bancarotta; lui desidera solo cambiare vita da un'altra parte. La moglie di Roger, Clemency, una scienziata dai modi austeri, non è mai riuscita ad apprezzare tutte le comodità e gli agi offerti dalla famiglia del marito. Philip, il fratello minore di Roger, ha sofferto sempre per la preferenza del padre verso il figlio maggiore e si è ritirato in un mondo virtuale fatto di libri, passando il tempo rinchiuso in libreria. Sua moglie Magda è un'attrice di modesto successo, per cui qualsiasi cosa succeda diventa una recita alla quale vuol prendere parte. Eustace, che ha sedici anni, soffre ancora di alcuni strascichi di un attacco di poliomielite, ma a parte questo è un ragazzo come tutti gli altri. Sua sorella dodicenne, Josephine, d'altro canto, è brutta, strana, molto intelligente, ossessionata dai racconti polizieschi e che per questo spia tutti i suoi familiari. Inoltre, scrive in un suo quadernino tutto quello di cui viene a conoscenza.
Le cose si complicano quando si scopre che Leonides ha cambiato il testamento lasciando tutto a sua nipote Sophia, poiché credeva che solo lei avesse il carattere e la forza per assumersi la responsabilità di guidare l'intera famiglia. Più tardi Josephine, che affermava di sapere chi è l'assassino, viene trovata svenuta nel cortile, con una ferita alla testa. A questo punto, Charles trova un pacco di lettere compromettenti scritte da Brenda e Laurence, e i due vengono arrestati. Mentre sono in carcere, però, la cuoca viene avvelenata con una tazza di cioccolata, preparata per Josephine, e la famiglia capisce che il vero assassino è ancora tra di loro.

## Finale
Charles, preoccupato per la sicurezza di Josephine, cerca invano di convincerla a dirgli il nome dell'assassino. Poco dopo, Edith de Haviland invita la ragazzina ad andare con lei a comprare un gelato in macchina, la quale viene ritrovata in una cava. Le due sono morte sul colpo.
Di nuovo alla casa, Charles trova due lettere da parte della signora De Haviland: una è un biglietto per l'ispettore Taverner in cui confessa l'omicidio di Aristides, della cuoca e l'attentato a Josephine. L'altra lettera, destinata solo a Charles e, se quest'ultimo vuole, anche a Sophia, rivela la verità: è Josephine l'assassina. Come prova la De Haviland ha accluso alla lettera il diario di Josephine, che recita all'inizio “Oggi ho ucciso il nonno”.

## Personaggi
- Charles Hayward, diplomatico e investigatore privato innamorato di Sophia
- Aristide Leonides, ultraottantenne greco ricchissimo proprietario di ristoranti
- Sophia Leonides, nipote di Aristide e figlia di Philip e Magda
- Roger Leonides, primogenito di Aristide
- Philip Leonides, secondogenito di Aristide
- Magda Leonides, attrice e moglie di Philip
- Clemency Leonides, moglie di Roger
- Eustace, figlio di Philip e Magda (16 anni)
- Josephine, figlia minore di Philip e Magda (12 anni)
- Edith Elfrida de Haviland, anziana cognata di Aristides, ovvero sorella della prima moglie defunta
- Brenda Leonides, la seconda giovane moglie di Aristides
- Laurence Brown, istitutore di Eustace e Josephine
- Taverner, ispettore capo di Polizia
- Gaitskill, notaio di famiglia
- Nannie, la vecchia cuoca
- Padre di Charles Hayward “Il vecchio”, un investigatore in pensione

## Adattamento cinematografico
Nel 2017 è stato realizzato un adattamento cinematografico del romanzo intitolato Mistero a Crooked House. Il film è diretto Gilles Paquet-Brenner e del cast fanno parte Max Irons, Glenn Close, Gillian Anderson, Christina Hendricks, Terence Stamp, Amanda Abbington e Julian Sands.

## Edizioni
- Agatha Christie, È un problema, collana Il Giallo Mondadori, Milano, Mondadori, 2001, ISBN 88-04-39731-4.